# Čanjevo
Čanjevo (régi magyar neve Csányó) falu Horvátországban Varasd megyében. Közigazgatásilag Visoko községhez tartozik.

## Fekvése
Varasdtól 23 km-re délre, községközpontjától 2 km-re északkeletre a Kemléki-hegység délnyugati lejtőin fekszik.

## Népessége
| 2021 | 150 |

## Története
A település valószínűleg a 13. században épített azonos nevű vár szolgálófalujaként keletkezett. A 14. században a vár uradalmával együtt egy Jakab nevű nemes birtoka volt, majd 1459 és 1517 között a Spiranchych családé. Csányón 1495-ben és 1500-ban 12, illetve 11 adózó háztartást tartottak nyilván. 1507, Spiranchich György halála után a lakosság száma is visszaesett és a 16. században egyszer sem lépte túl az ötöt az aktív háztartások száma. Miután Spiranchich György özvegye Klára asszony is elhalálozott, 1517-ben a vár és az uradalom az 1610-es évekig a Praschóczy család tulajdona volt. A Praschóczyak már a 15. század végén az akkori Körös vármegye egyik leghatalmasabb urai voltak, akik a megye nyugati része felett szinte korlátlan hatalommal rendelkeztek. Praschóczy György, majd Praschóczy István a vármegye táblabírái voltak, hatalmuk és birtokaik egyre növekedtek. 
A 16. század közepére a török hódítók egyre gyakrabban törtek be Szlavónia nyugati vidékeire. 1552-ben Maruševec mellett a Zrínyi Miklós bán vezette horvát hadaknak kellett visszaverni Ulama bég támadását. Ezután Csányó is a végvári rendszer része lett, melynek falait és őrségét megerősítették. 1557-ben a horvát szábor zágrábi ülésén a várat ("Chyano in Crisiensis") külön is megemlítik mint Praschóczy István birtokát, majd Bécsben is felmerül a neve a védelmi rendszerrel kapcsolatban németesen "Tschemia" alakban. 1563-ban Ferdinánd király küld ki egy bizottságot, hogy jelentést tegyen a végvári védelmi vonal állapotáról és utalás történik Humnál és Csányónál két előretolt fa őrtoronyról. Az állandó török fenyegetés hatására 16. század végére a faluban már csak 2-3 adózó portát számláltak. 1598-ban a várat "castrum Chanyo" alakban említik. A 17. századra a vár elveszítette korábbi jelentőségét. 1608-ban a falut is már csak helyi nemesek birtokaként említik. A csányói uradalom 1677 és 1687 között Jellasics Ferenc és Ivánovich Ferenc közötti örökségi per tárgya is volt, melyet végül Jellasics Ferenc nyert meg miután sikerrel bizonyította örökösödési jogát. 1745-től a csányói birtok tulajdonosai egy kis időre, Skerletz Zsigmond fiai lettek, akik a horvát szábor határozata szerint, gyámjukkal, Mijo Husaniccal osztozkodtak rajta. 1848-ban az uradalom Pásztory Károly és Zdenchai Eduard tulajdona volt. 1905-ben pedig Weiss Mózes és Miklós családja voltak a birtokosok. 
A falunak 1857-ben 199, 1910-ben 340 lakosa volt. 1920-ig Varasd vármegye Novi Marofi járásához tartozott. 2001-ben a falunak 72 háztartása és 215 lakosa volt.

## Nevezetességei
- Csányó várának maradványai a falu központjától keletre emelkedő 320 méter magas Ribelj-domb tetején találhatók. A romok központi része egy 30-15 méter nagyságú területet foglal el a dombtető közepén. Legmagasabb déli részén az őrtorony maradványai, míg az út az északi oldalon vezetett fel. A nyugati oldalon a várfal mintegy 15 méter hossza áll még, vastagsága 1,7-től 2 méterig terjed, legmagasabb részén eléri az 5 métert. A központi résztől északra egy árokszerű mélyedéssel elválasztva szintén láthatók kisebb falmaradványok. A feltárás során középkori cserép és tégla maradványok kerültek itt elő. A várdomb déli részén kőbánya működött. Az 1998-as állapotfelmérés megállapította, hogy a termelés során alkalmazott robbantások a várfalakban súlyos károkat okoztak, egyes helyeken a felszíni részek teljesen megsemmisültek. Ezért a bánya további terjeszkedését leállították.
- A csányói nemesi kúriát 1776-ban a Zdenchai család építtette, valószínűleg egy régebbi udvarház maradványain. Később, 1873-ban Ditrich Mervelt és Hahnstein báró vásárolta meg. Földszinti és emeleti homlokzatán is öt ablak található. Körülötte középkori erődítések, sáncok nyomai, közöttük egy középkori kulcs alakú lőrés láthatók. A kúriát később gazdasági célokból átalakították. Az eredeti kőportál helyén ma egy betonból épített bejárat áll.

## Külső hivatkozások
- Visoko község hivatalos oldala
- Az alapiskola honlapja
- A Kemléki-hegység várai
- Janja Sekula: Csányó vára a 15. – 17. században